# Шани, Кристина
Кристина Шани (Christina Ratchanée Birch Wongskul) (известная также как просто Шани (Chanée); род. 6 января 1979) — датская певица тайского происхождения, известная своим выступлением на Евровидении 2010 в дуэте с Томас Н’эвергрином (как представители Дании). Песня «In a moment like this» (рус. «В такой момент») в финале заняла четвёртую позицию, набрав 149 баллов.
Шани сейчас живёт в Фредериксберге, Копенгаген.